# 유호 퀴외스티 카리
유호 퀴외스티 카리(핀란드어: Juho Kyösti Kari: 1868년 3월 30일-1921년 8월 19일)는 핀란드의 교육자, 정치인이다.
오울루에서 선원 마그누스 요한손과 그 처 카타리나 갈레니우스의 아들로 태어났다. 1892년 아나 킬랸데르(1936년생)와 결혼했다. 1888년 이위배스퀼래 교원학교에 입학해 1893년 졸업했다. 졸업한 뒤 1893년-1894년 코이불라 교육기관, 1894년-1905년 투르쿠의 국립학교에서 교사로 일했다.
19세기 말 카리는 노동운동에 동참하여 빠르게 중요 인물로 부상했다. 투르쿠 노동자협회 초대 서기장을 맡았고 이후 1899년-1905년에 핀란드 노동자당(핀란드 사회민주당의 전신) 초대 서기장 및 간사장을 맡았다. 1904년-1905년에는 투르쿠 시 평의회 평의원을 역임했다. 1904년-1905년에는 신분제 국회의 시민부 의원으로 선출되었다.
1905년 총파업에 이은 의회개혁 당시 카리는 메켈린 원로원에 입각했다. 이 때문에 1906년 오울루에서 열린 당대회에서 제명을 당했다. 1917년 6월 사회민주당은 카리의 당적을 회복시켰다. 당시 사민당은 오스카리 토코이가 원로원장으로 취임하여 수권정당으로 부상했다. 이후 콧카에서 언론인으로 일하면서 노동운동에 대한 글을 썼다. 핀란드 노동조합 콧카 지회 서기를 역임했다.
| 전임 (신설) | 제1대 핀란드 사회민주당 서기 1899년 7월 20일-1905년 11월 20일 | 후임 마티 투르키아 |